# Emanuel Benito Rivas
Emanuel Benito Rivas (Quilmes, Argentina, 17 de marzo de 1983) es un futbolista argentino. Fue el que le tiró el centro a Pusineri para el recordado gol a Boca en el Apertura 2002, y el jugador que salió por el Kun Agüero, que ese día debutaría con 16 años de edad. El jugador se encuentra retirado del fútbol. Dejó de jugar a fines del 2018.